# تريفور تشين (شخصية أعمال)
تريفور تشين (بالإنجليزية: Trevor Chinn)‏ هو شخصية أعمال بريطاني، ولد في 24 يوليو 1935.